# معالجة تحفظية
معالجة تحفظية أو معالجة محافظة (بالإنجليزية: Conservative management)‏ هو نوعٌ من العلاج الطبي، ويُعرف بأنه تجنبُ الأساليب المُتوغلة مثل الجراحة أو أي إجراءات متوغلة، وعادةً تكون بهدف الحفاظ على الوظيفة أو أجزاء الجسم. مثلًا في التهاب الزائدة الدودية، قد تتضمن المعالجة التحفيظة الانتظار اليقظ والعلاج بالمضادات الحيوية، وهذا على العكس من استئصال الزائدة الدودية.